# 빅토르 루반
빅토르 헨나디요비치 루반(우크라이나어: Ві́ктор Генна́дійович Ру́бан, 1981년 5월 24일~)은 우크라이나의 양궁 선수이다. 2004년 하계 올림픽에서 남자 단체전 동메달을 획득했고 2008년 하계 올림픽에서 남자 개인전 금메달을 획득했다.

## 어린 시절과 초기 경력
루반은 1981년 우크라이나 소비에트 사회주의 공화국의 하리코프(현재의 우크라이나 하르키우)에서 태어나 하리코프 제1체육고등학교와 하리코프 주립 체육 아카데미를 졸업했다. 1996년 16세 때 양궁을 시작했으며 고향인 하르키우에 연고를 둔 스포츠팀인 디나모 하르키우 양궁단에 입단했다.
2001년에 루반은 우크라이나 국가대표 선수로 발탁되었으며 그 해 6월 튀르키예 안탈리아에서 열린 골든 애로 국제 대회에 출전하면서 국가대표 데뷔전을 가졌다. 그는 이 대회에서 개인전 8위에 올랐다. 9월에는 중화인민공화국 베이징에서 열린 2001년 세계 선수권 대회에 참가했고 개인전 26위, 이호르 파르호멘코, 올렉산드르 세르듀크와 함께 출전한 단체전 8위에서 올랐다.
이듬해인 2002년 5월 루반은 크로아티아 포레치에서 열린 유럽 그랑프리에서 6위에 올랐으며 2003년 3월에는 프랑스 님에서 열린 2003년 세계 실내 선수권 대회에서 참가했다. 그는 개인전에서 벨기에의 예프 판 스테인베르헌과 러시아의 유리 레온티예프를 꺾고 8강에 올랐으며 8강 상대인 일라리오 디 부오에게 패해 7위에 올랐다. 세르듀크, 마르키얀 이바슈코와 출전한 단체전에서는 슬로베니아와 스웨덴팀을 꺾었으며 준결승전에서 불가리아팀에게 패했고 동메달 결정전에서 프랑스팀에게 패하여 4위에 올랐다. 같은 해 5월에는 포레치에서 열린 유럽 그랑프리에서 미국의 부치 존슨의 뒤를 이어 은메달을 하면서 국제 대회 첫 메달을 획득했다. 7월에는 미국 뉴욕에서 열린 2003년 세계 선수권 대회 개인전에서는 첫 상대인 룩셈부르크의 제프 헹켈스에게 패하여 45위를 기록했다. 파르호멘코, 세르듀크와 출전한 단체전에서는 첫 경기 상대인 프랑스를 꺾었으나 다음 상대인 인도팀에게 패하여 8위에 올랐다.

## 올림픽 동메달(2004년~2007년)
2004년 4월 루반은 이탈리아 로베레토에서 열린 유럽 그랑프리에서 네덜란드의 비처 판 알턴과 독일의 미하엘 프랑켄베르크의 뒤를 이어 개인전 동메달을 획득했으며 같은 해 8월에 그리스 아테네에서 개최된 2004년 하계 올림픽에 참가하면서 선수 경력 처음으로 올림픽에 출전했다. 그는 개인전에서 캐나다의 조너선 오헤이언과 중화 타이베이의 왕정방을 꺾었으며 다음 상대인 영국의 래리 고드프리에게 패하여 13위에 올랐다. 드미트로 흐라초우, 세르듀크와 함께 출전한 단체전에서는 개최국 그리스와 일본을 차례로 꺾었고 준결승 상대인 대한민국에게 패하였다. 이후 동메달 결정전에서 미국을 꺾고 대한민국, 중화 타이베이에 이어 동메달을 획득했다.
2005년 5월 안탈리아에서 열린 유럽 그랑프리에서 13위, 폴란드 소포트에서 열린 유럽 그랑프리에서 20위를 기록했고 6월에 스페인 마드리드에서 열린 2005년 세계 선수권 대회에 참가했다. 그는 개인전에서 오스트레일리아의 사이먼 페어웨더, 중화 타이베이의 왕정방, 러시아의 예르뎀 지그지토프를 꺾고 8강에 올랐으며 8강전에서 대한민국의 최원종에게 패해 8위를 기록했다. 단체전에서는 이바슈코, 세르듀크와 함께 영국과 중국을 꺾고 준결승에 진출했으며 준결승에서 대한민국에게 패했고 동메달 결정전에서도 폴란드에게 패하여 4위에 올랐다. 그 해 8월에는 튀르키예 이즈미르에서 열린 2005년 하계 유니버시아드에 참가했으며 개인전에서 19위에 올랐고 흐라초우, 세르듀크와 함께 참가한 단체전에서 대한민국을 꺾고 금메달을 획득했다. 이듬해인 2006년 9월에는 아테네에서 열린 2006년 유럽 선수권 대회에 참가했다. 그는 개인전 8강에서 스웨덴의 망누스 페테르손에게 패하여 6위에 올랐으며 이바슈코, 세르듀크와 함께 참가한 단체전에서는 9위에 올랐다.
2007년 3월 루반은 이즈미르에서 열린 2007년 세계 실내 선수권 대회에 참가하여 개인전 6위에 올랐다. 4월에는 이탈리아 바레세에서 열린 월드컵 대회 개인전 37위 단체전 8위, 튀르키예 안탈리아에서 열린 4차 월드컵 대회 개인전 49위, 단체전 8위의 성적을 냈으며 7월에 독일 라이프치히에서 열린 2007년 세계 선수권 대회에 참가했다. 그는 개인전에서 카타르의 알리 살렘과 말레이시아의 완 할미잠을 꺾었고 중국의 융푸쥔에게 패하여 21위를 기록했고 이바슈코, 파울로 베케르와 참가한 단체전에서는 중국팀을 꺾었으나 중화 타이베이팀에게 패하면서 7위를 기록했다. 8월에는 베이징에서 열린 굿럭 베이징 국제 양궁 대회에 참가하여 개인전 20위, 단체전 9위를 기록했다.

## 2008년 하계 올림픽 금메달
루반은 2008년 첫 국제 대회를 4월 포레치에서 열린 양궁 월드컵 대회로 시작했다. 그는 개인전에서 러시아의 렘 샤키로프, 말레이시아의 쳉추시안, 폴란드의 피오트르 피옹테크를 연달아 꺾었으나 8강에서 프랑스의 로맹 지루유에게 패하여 6위를 기록했으며 흐라초우, 올렉산드르 드루출과 함께 참가한 단체전에서는 러시아팀을 이기고 인도팀에게 패하면서 5위에 올랐다. 5월에는 프랑스 비텔에서 열린 2008년 유럽 선수권 대회에 참가했으며 개인전에서 첫 상대인 독일의 옌스 피퍼에게 패하면서 60위를 기록했고 이바슈코, 세르듀크와 함께 참가한 단체전에서도 벨기에팀에게 첫 경기를 패하면서 9위를 기록했다.
2008년 8월 베이징에서 개최된 2008년 하계 올림픽 8강에서는 일본의 모리야 류이치를 물리치고, 4강에서는 러시아의 바이르 바됴노프에게 승리하여 결승전에 진출, 대한민국의 박경모를 1점 차이인 113 : 112로 꺾고 승리하여 올림픽에서 금메달을 땄다. 단체전에서는 준결승에서 이탈리아에 패배하여 결승에 진출하지 못했으며, 동메달 결정전에서도 중국에 패배해 4위를 차지하였다. 2012년 하계 올림픽 단체전 8강에서는 대한민국에 패해 탈락했고, 개인전에서도 8강에서 오진혁에게 패해 탈락했다.

## 수상

### 수훈
- 우크라이나 공로장 3등급(2008)
- 우크라이나 용감훈장 3등급(2004)
- 우크라이나 독립 20주년 기념 메달(2011)
- 우크라이나 독립 25주년 기념 메달(2016)